# サーフズ・アップ2
『サーフズ・アップ2』（原題: Surf's Up 2: WaveMania）は、ソニー・ピクチャーズ・イメージワークスによる長編アニメーション映画作品。2007年の映画『サーフズ・アップ』の続編である。日本ではビデオスルーとして、2017年7月5日にDVDが発売された。

## あらすじ
ペンギン界の天才サーファー、コディ（ジェレミー・シェイダ）は競技中、絶対王者タンク（ディードリック・ベーダー）に妨害されたチキン・ジョー（ジョン・ヘダー）を助けたことから初優勝のチャンスを逃してしまい、失意のどん底に。現在は恋人のラニ（メリッサ・スターム）とともにサーフ学園で生徒を教える日々に甘んじている。そんなある日、コディたちが住む島に、世界最強のサーフィンチーム“ハング5(ファイブ)“が突然やって来る。彼らに憧れていたコディはチームになんとか仲間入りし、世界一の波を求めて秘境の地へ旅に出る。

## 登場人物と声の出演
- コディ: ジェレミー・シャダ (細谷佳正)
- ラニ: メリッサ・スターム (安野希世乃)
- チキン・ジョー: ジョン・ヘダー (佐藤せつじ)
- タンク: ディードリック・ベーダー (楠大典)
- JC: ジョン・シナ (江川央生)
- アンダーテイカー: ジ・アンダーテイカー (廣田行生)
- ハンター: トリプルH (山岸治雄)
- ペイジ: ペイジ (安済知佳)
- カモメ: マイケル・コール (各務立基)
- ミスター・マクマホン: ビンス・マクマホン (斎藤志郎)